# Сент Винсент и Гренадини на Светском првенству у атлетици на отвореном 2015.
Сент Винсент и Гренадини су на Светском првенству у атлетици на отвореном 2015. одржаном у Пекингу од 22. до 30. августа учествовали петнаести пут, односно на свим првенствима до данас. Репрезентацију Сент Винсента и Гренадина представљала је једна атлетичарка која се такмичила у две дисциплине.,.
На овом првенству такмичарка Сент Винсента и Гренадина није освојила ниједну медаљу, нити је остварила неки резултат.

## Резултати

### Жене
| Атлетичарка       | Дисциплина | Лични рекорд | Квалификације | Квалификације | Полуфинале            | Полуфинале            | Финале                | Финале       | Детаљи |
| Атлетичарка       | Дисциплина | Лични рекорд | Резултат      | Место         | Резултат              | Место                 | Резултат              | Место        | Детаљи |
| ----------------- | ---------- | ------------ | ------------- | ------------- | --------------------- | --------------------- | --------------------- | ------------ | ------ |
| Кинеке Александар | 200 м      | 23,00        | 23,30         | 7. у гр. 2    | Није се квалификовала | Није се квалификовала | Није се квалификовала | 34 / 49 (51) |        |
| Кинеке Александар | 400 м      | 51,23 НР     | 52,34         | 6. у гр. 1    | Није се квалификовала | Није се квалификовала | Није се квалификовала | 31 / 41 (42) |        |